# 雲崗石窟
雲崗石窟（うんこうせっくつ）は、中華人民共和国山西省大同市の西方20kmに所在する、東西1kmにわたる約51窟の石窟寺院。「雲崗石窟」としてユネスコの世界遺産（文化遺産）に登録されている。中国の5A級観光地（2007年認定）。
現地名は雲岡石窟（拼音: Yúngāng shíkū）と表記され、色々な専門書においてもその記述で統一されている上に、中国でのオフィシャルサイトの登録も全て「雲岡石窟」及び簡体字表記の「云冈石窟」で統一されている。

## 概要
元は霊巌寺といい、現在では石仏寺などとも呼ばれる。北魏の沙門統である曇曜が文成帝に上奏して460年（和平元年）頃に、桑乾河の支流の武周川の断崖に開いた所謂「曇曜五窟」（第16窟、第17窟、第18窟、第19窟、第20窟）に始まる。三武一宗の廃仏の第一回、太武帝の廃仏の後を受けた仏教復興事業のシンボル的存在が、この5窟の巨大な石仏であった。
その後も、第1・2窟、第3窟、第5・6窟、第7・8窟、第9・10窟、第11・12・13窟と大規模な石窟の造営が続けられ、雲岡期（460年 - 494年）と呼ばれる中国仏教彫刻史上の一時期を形成した。
様式は、最初期の「曇曜五窟」には、ガンダーラ美術やグプタ朝の様式の影響が色濃い。その後の石窟ではギリシア様式の唐草文様に代表される西方起源の意匠も凝らされており、当時の建築様式を模した装飾も豊富に見られる。しかし、洛陽へ遷都する494年以降の末期になると、初期の雄大な質感は姿を消し華奢で力強さの感じられない造形が増加する傾向が顕著となる。そして、この傾向の延長線上に、続く龍門期が待ち受けている。
また、その影響関係で言えば、雲岡の様式は涼州の石窟にその淵源を持つとも考えられるが、雲岡の影響は龍門・天龍山・南北の響堂山などの広範囲な石窟寺院に及んでいる。
日中戦争中の1937年から1944年にわたり、東方文化学院の水野清一、長広敏雄らによる全体的な調査が行われた。戦後彼らによって出版された『雲岡石窟』全16巻32冊は、21世紀に入っても中国初期仏教文化の学術資料として評価されている。1961年に中華人民共和国全国重点文物保護単位の第一次の認定を、2001年に世界文化遺産の指定をうけた。

## 登録基準
この世界遺産は世界遺産登録基準のうち、以下の条件を満たし、登録された（以下の基準は世界遺産センター公表の登録基準からの翻訳、引用である）。
- (1) 人類の創造的才能を表現する傑作。
- (2) ある期間を通じてまたはある文化圏において、建築、技術、記念碑的芸術、都市計画、景観デザインの発展に関し、人類の価値の重要な交流を示すもの。
- (3) 現存するまたは消滅した文化的伝統または文明の、唯一のまたは少なくとも稀な証拠。
- (4) 人類の歴史上重要な時代を例証する建築様式、建築物群、技術の集積または景観の優れた例。

## 画像

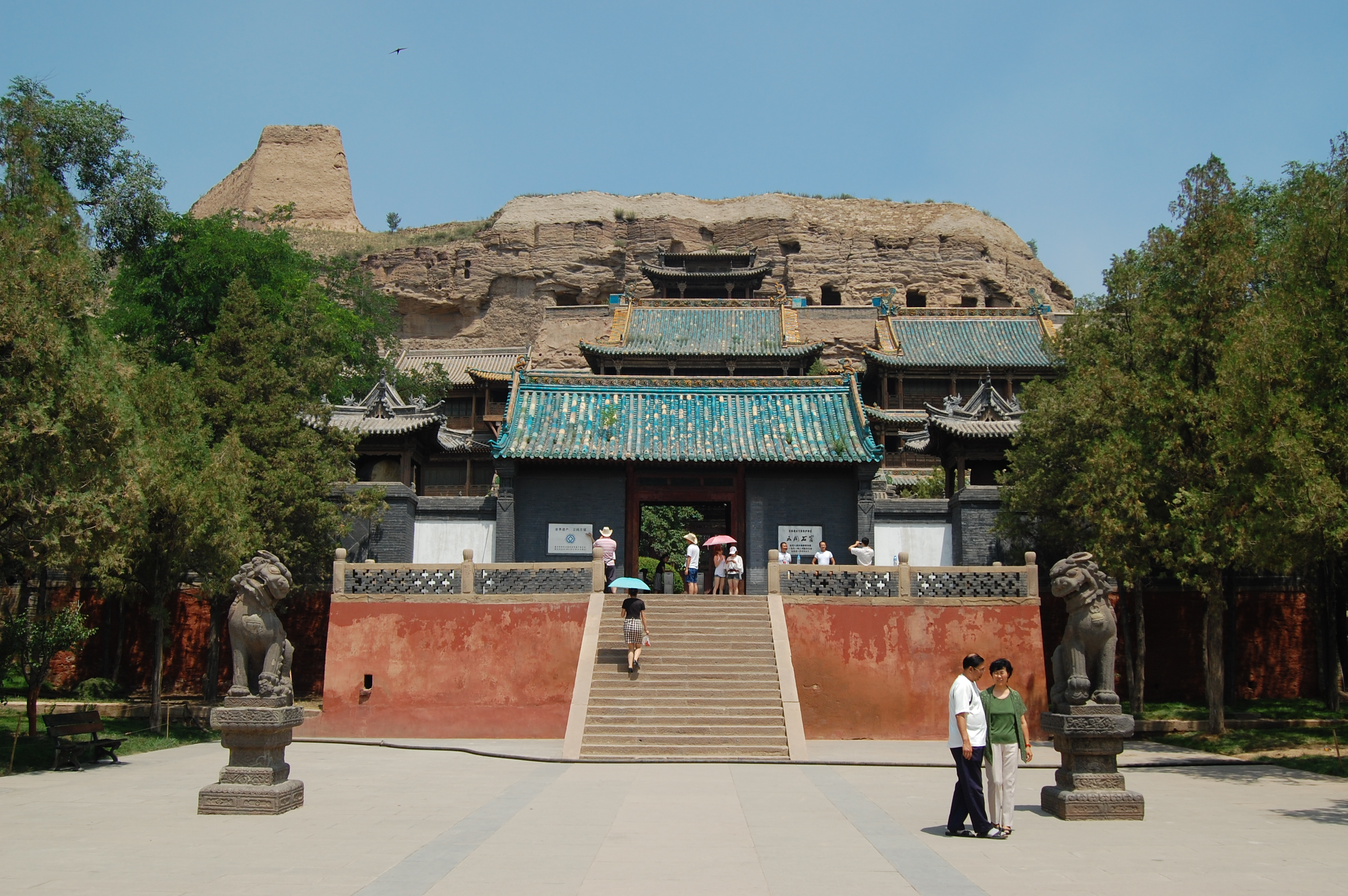
寺院の正門。
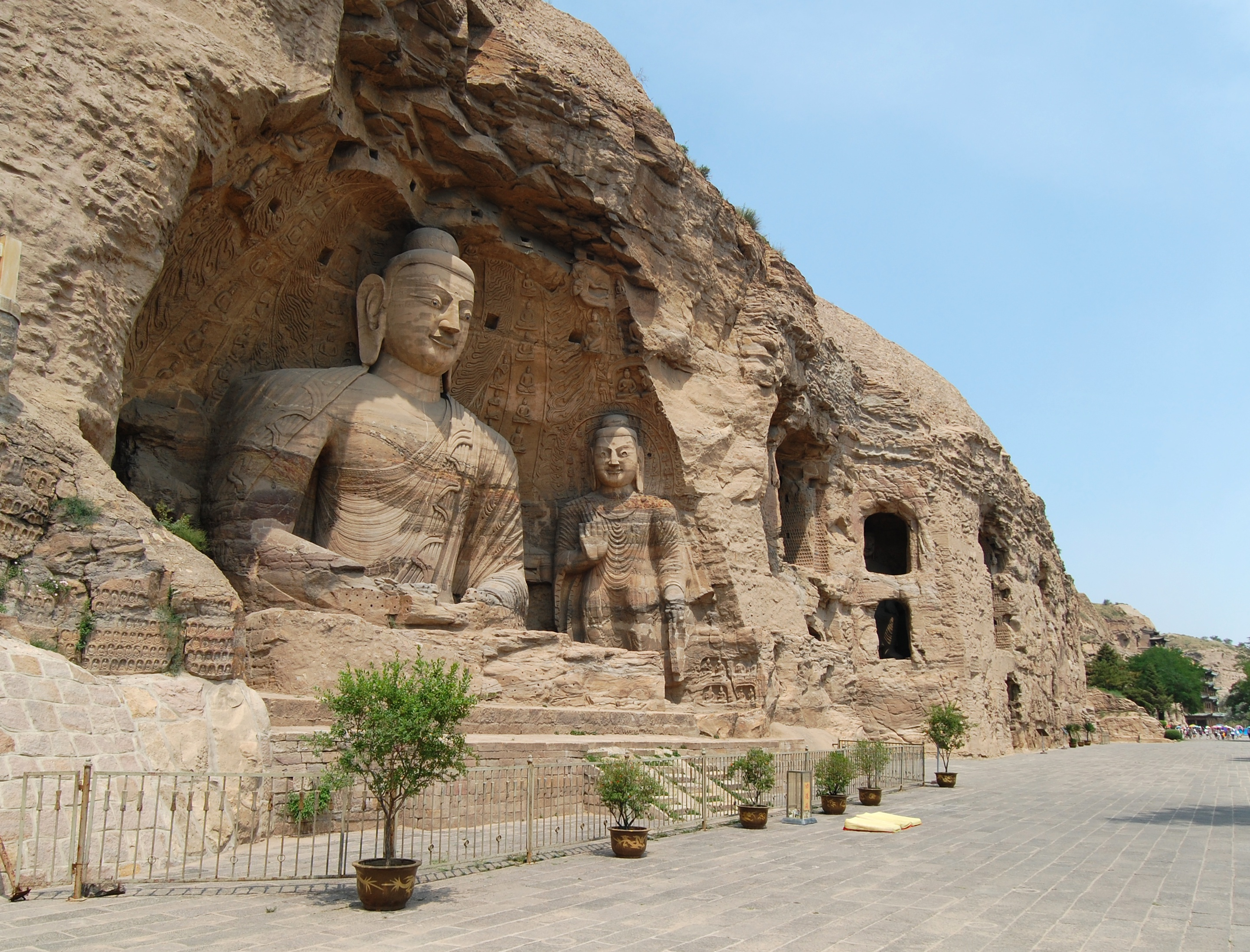
石仏。
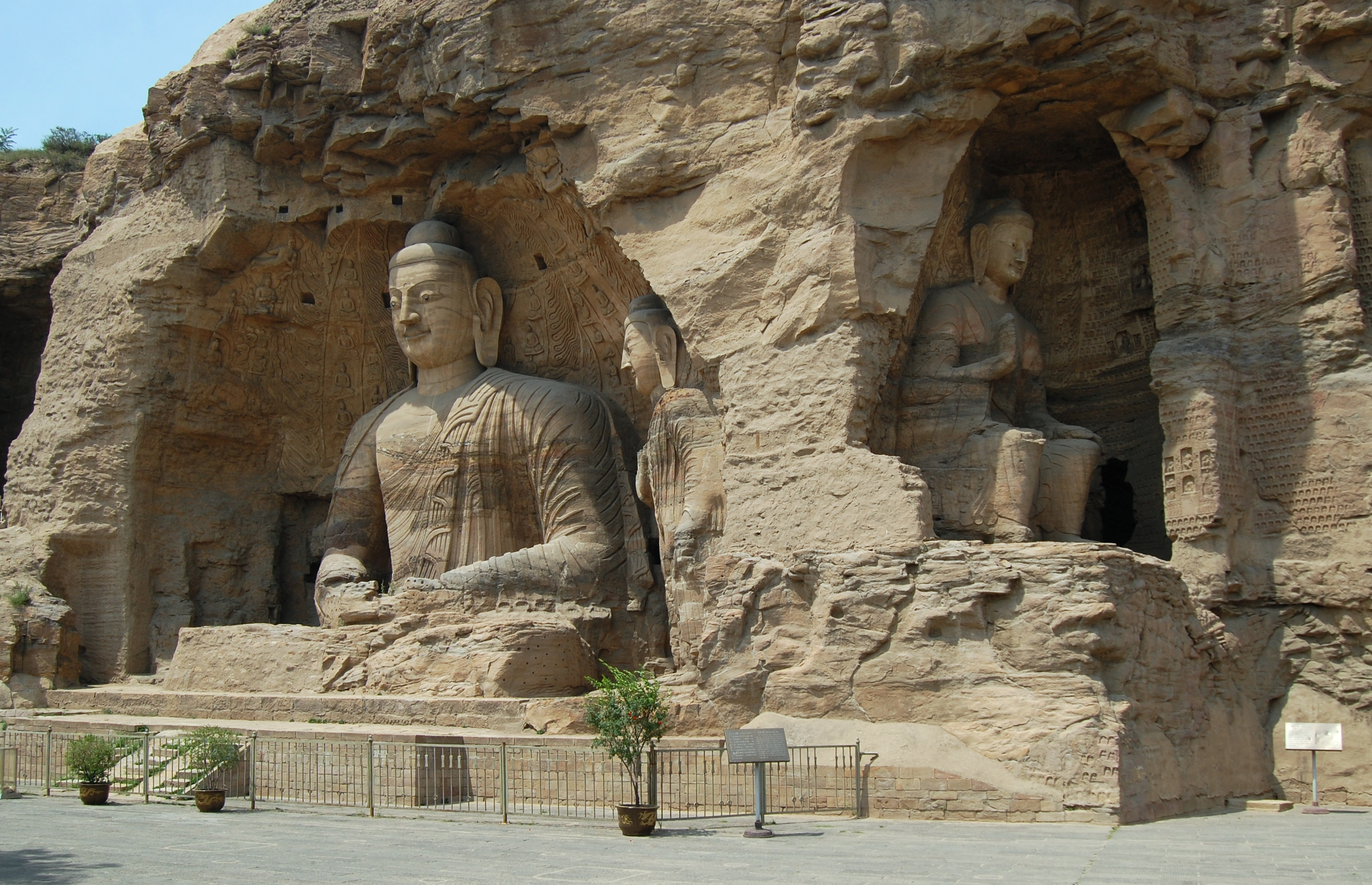
石仏。
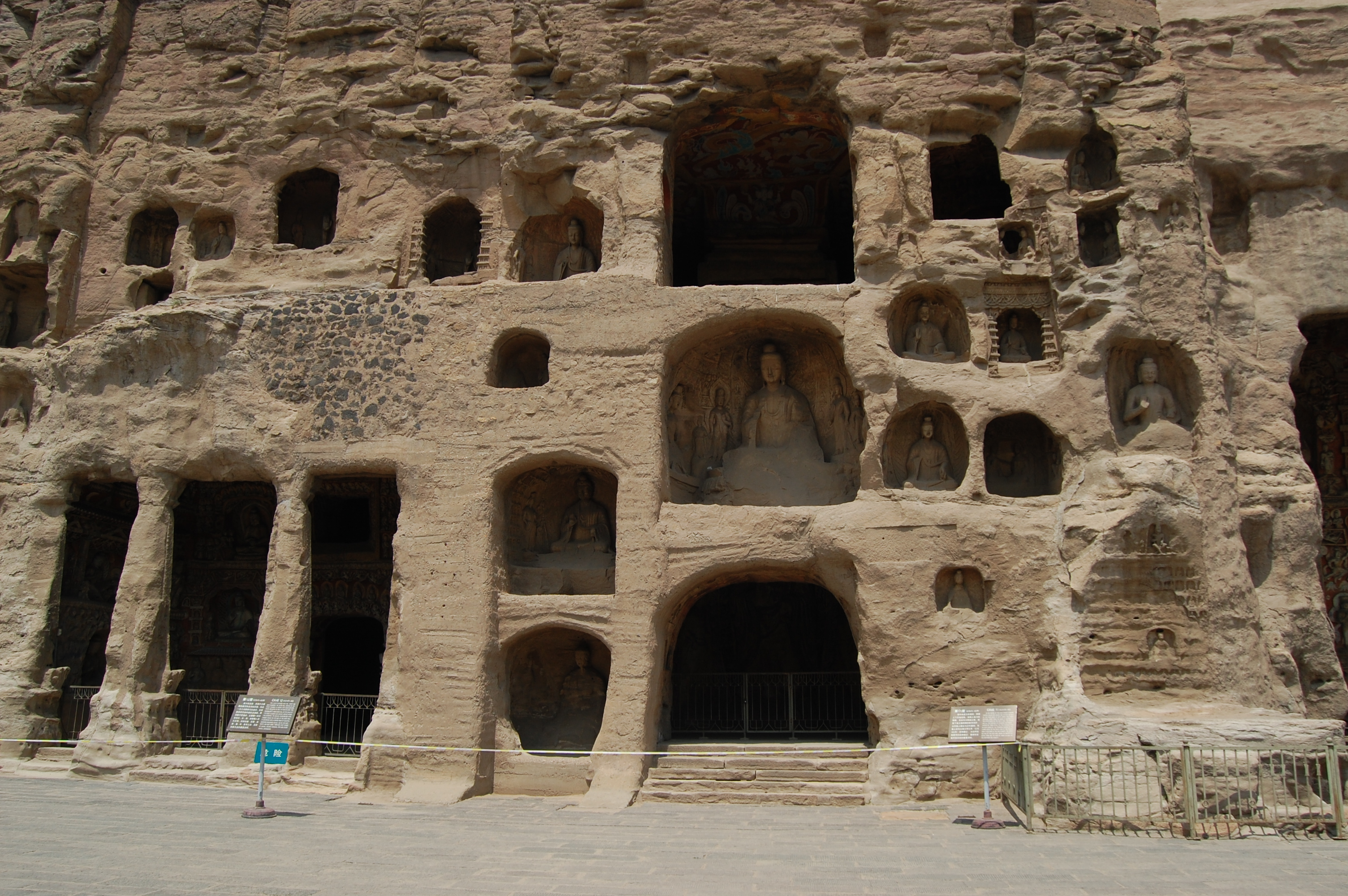
岩に掘られた穴。
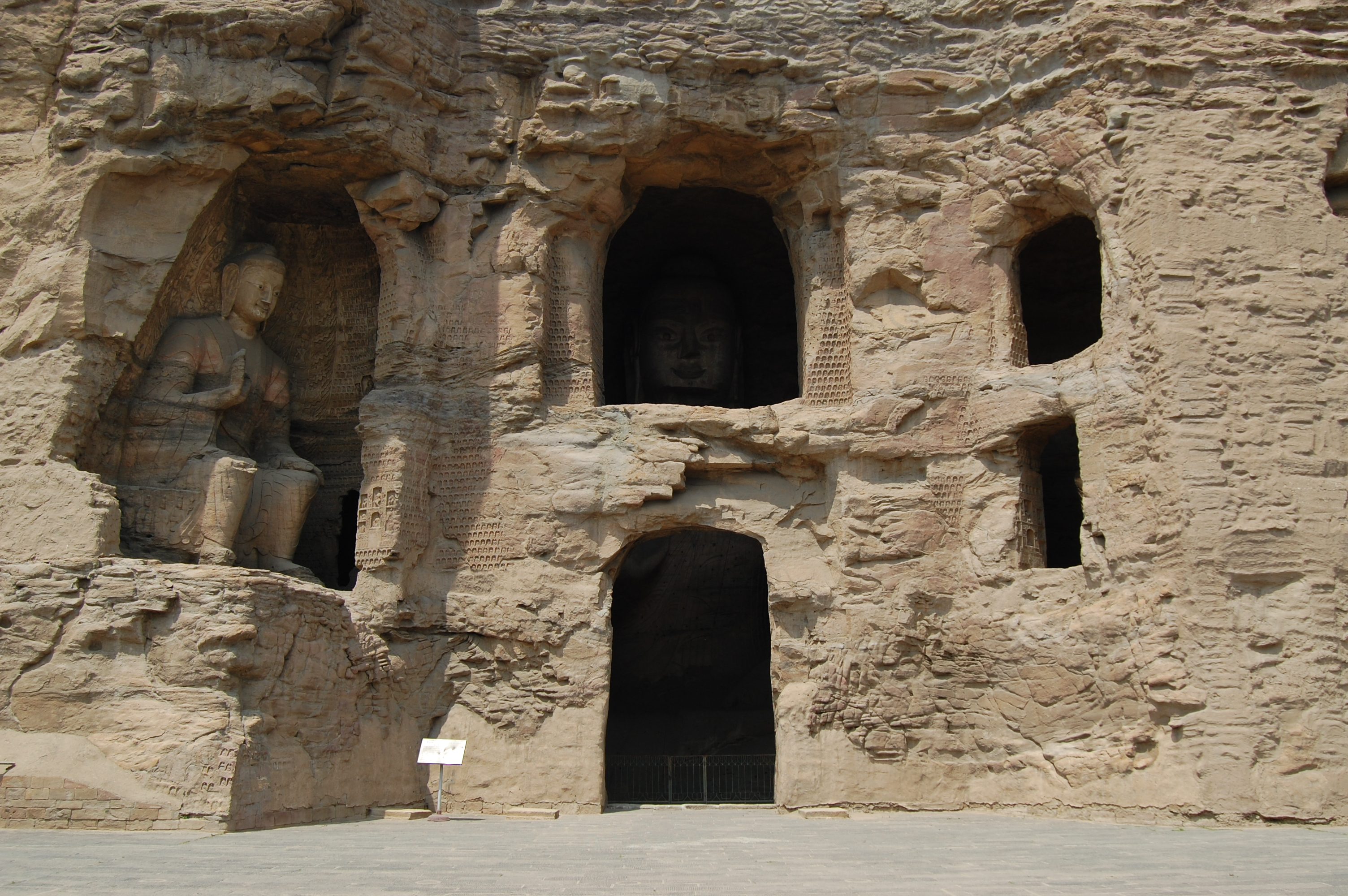
岩に掘られた穴。
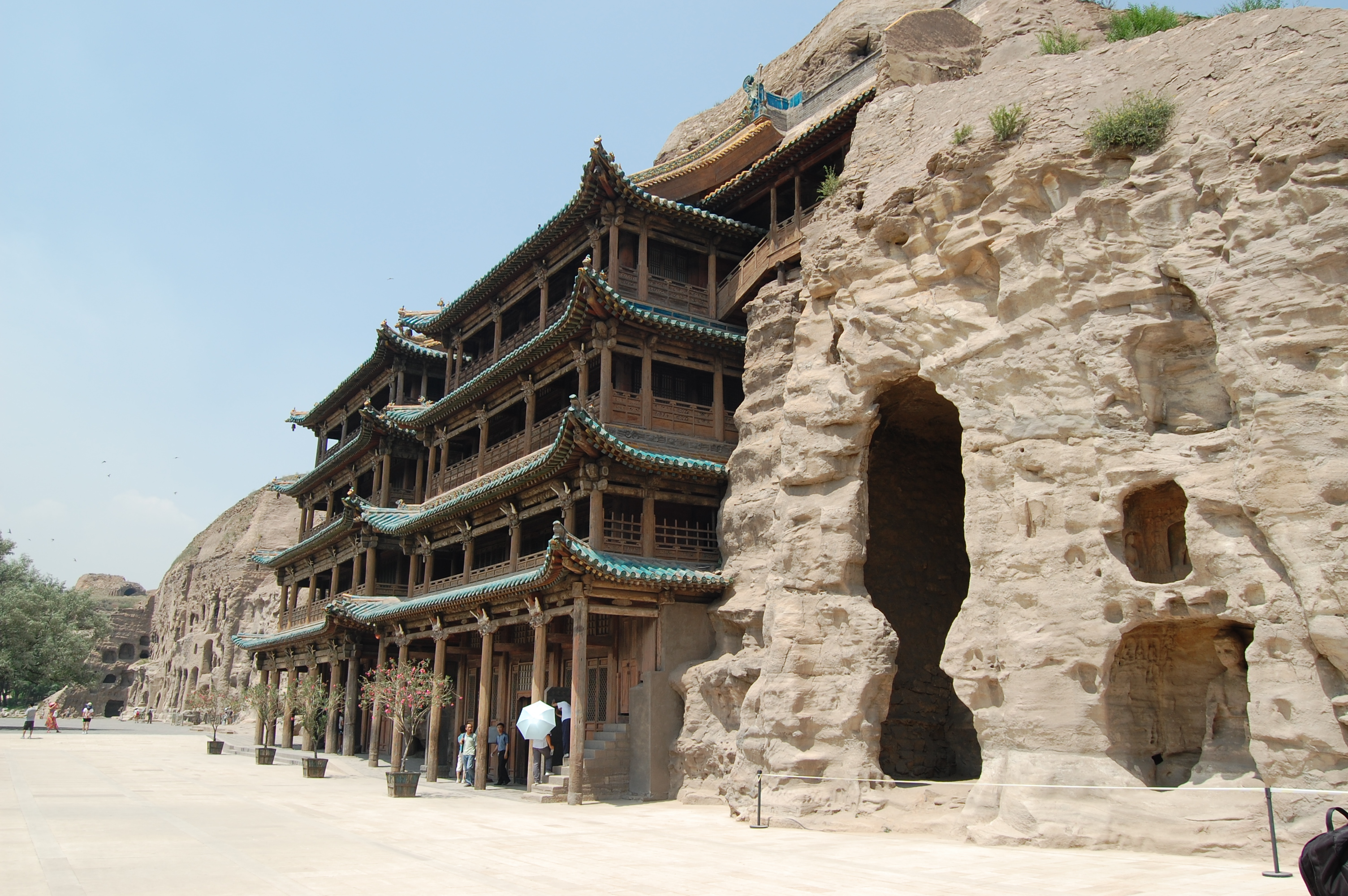
建物。
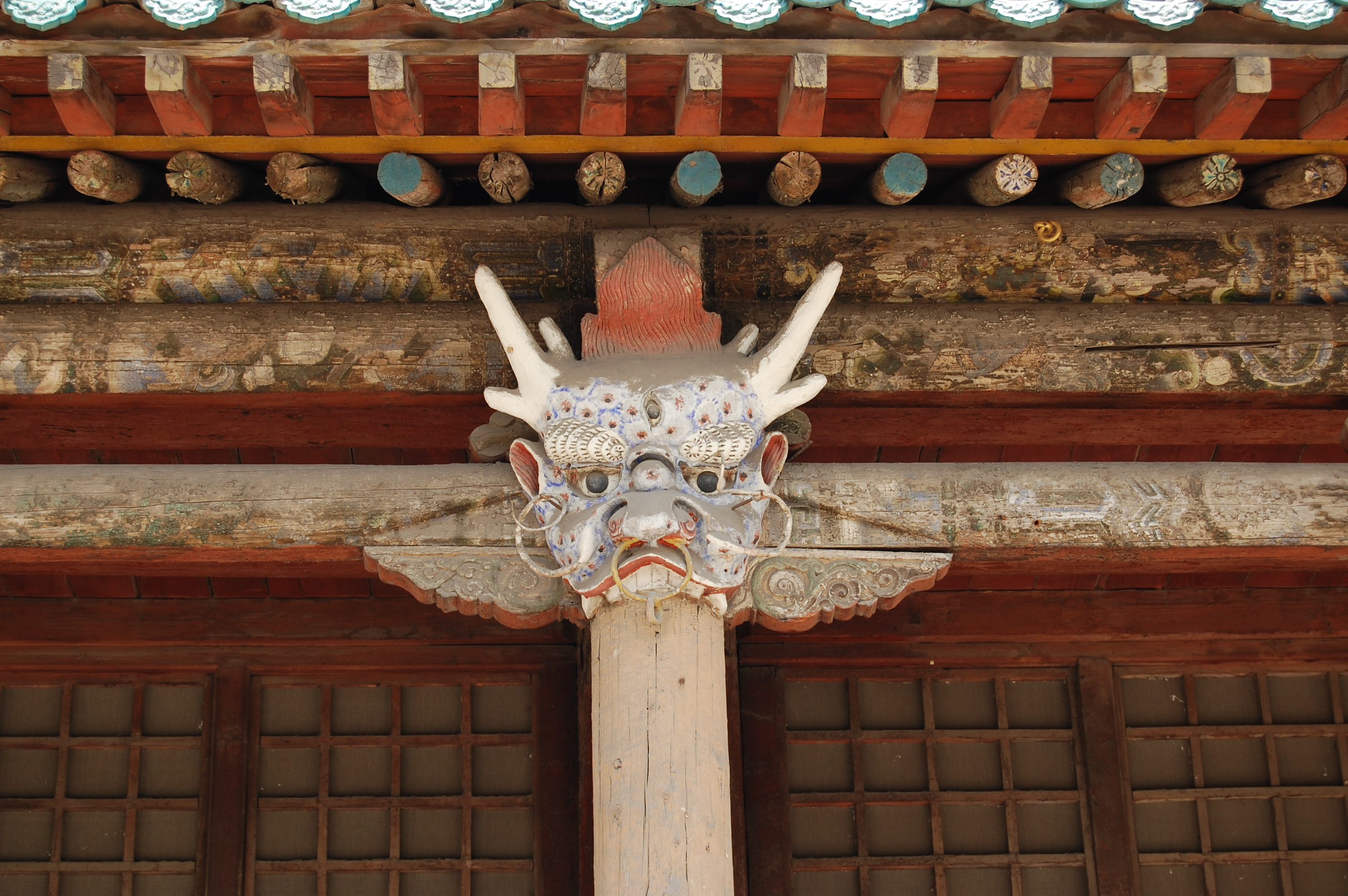
建物を飾る龍。
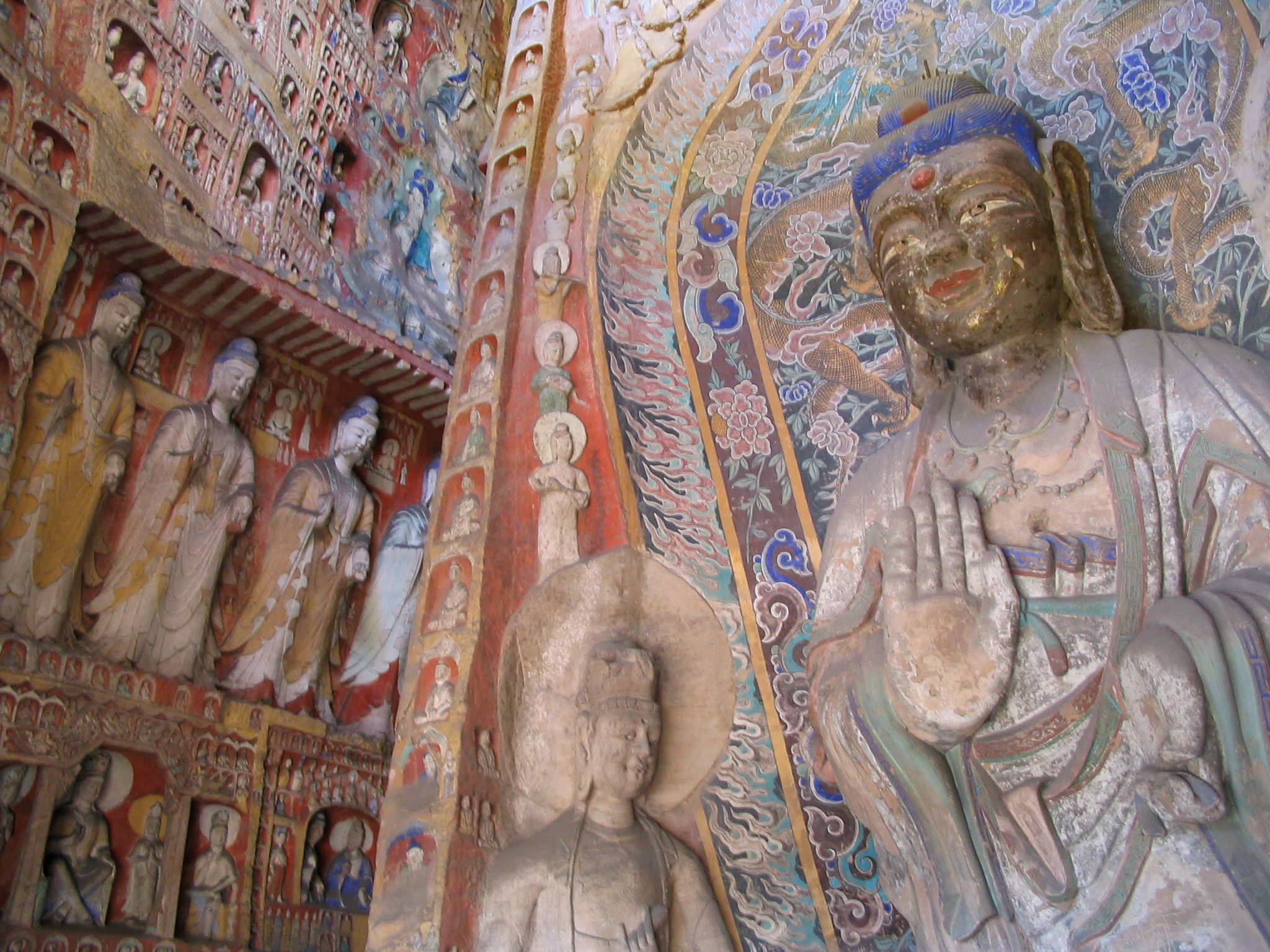
第11窟内部の仏像。